# Looking for Love
Singles de September
Satellites
(2005) Flowers on the Grave
(2006)
Pistes de In Orbit
Cry for You
(2) Satellites
(4)
Looking for Love est une chanson de l'artiste suédoise September sortie en 2005 sous le label Catchy Tunes. 2e single extrait du 2e album studio In Orbit (2005), la chanson est écrite par Jonas von der Burg, Anoo Bhagavan, Niclas von der Burg. Looking for Love est produite par Jonas von der Burg. Le single se classe dans le top 20 en Pologne, en Espagne et dans le pays d'origine de September en Suède. 
Le single est également inclus dans l'album studio Cry for You sorti au Royaume-Uni en août 2009. La chanson sample Run Back de l'artiste Carl Douglas. La version originale est écrite par Dave Stephenson et Steve Elson.

## Liste des pistes
Looking For Love EP -Sortie : 2005
1. Looking for Love (Radio Version) (3:23)
2. Looking for Love (Extended) (5:09)
3. Looking for Love (Funky Bomb Remix) (3:46)
4. Looking for Love (Funky Bomb Remix Extended) (5:05)

Looking For Love EP - Sortie : 2007
1. Looking for Love (Radio Version) (3:25)
2. Looking for Love (Extended Version) (5:11)
3. Looking for Love (Michi Lange Remix) (7:37)
4. Looking for Love (Punkstar Remix) (5:55)
5. Looking for Love (Funky Bomb Remix Extended) (5:06)

12" Maxi Kontor K600 - Sortie - 2007
1. Looking For Love (Extended Version) - 5:12
2. Looking For Love (Michi Lange Remix) - 7:37

## Classement par pays
| Classement (2005-2008)    | Meilleure Position |
| ------------------------- | ------------------ |
| Pologne Singles Chart     | 2                  |
| Espagne Top 40            | 15                 |
| Suède (Sverigetopplistan) | 17                 |